# 한경천
한경천(1969년 12월 11일 ~ )은 KBS 예능본부의 전 책임프로듀서(CP)였으며 KBSN 편성제작본부장을 거쳐 KBS 예능본부 프로듀서(PD)로 뮤직뱅크의 前 연출자와 KBS 예능본부 열린음악회의 前 연출자를 지냈고 2023년 11월 인사발령에서 약 20여개 예능 프로그램의 편성 기획을 총괄하는 KBS 제4대 예능본부 센터장(실국장급)에 임명되었다. 2024년 12월 인사발령에서는 센터장급(부본부장급) 예능센터장으로 승진하였다.

## 학력
- 한영고등학교
- 고려대학교 영어영문학과 학사
- 한양대학교 언론정보대학원 석사

## 경력
- 1994년 KBS 예능본부 PD
- 2011년 8월 KBS 예능본부 총괄팀장 (과장급)
- 2013년 12월 KBS TV제작본부 예능운영팀장
- 2014년 10월 KBS 콘텐츠창의센터 CP
- 2015년 12월 KBS 예능본부 편성기획팀장 (국장급)
- 2016년 5월 KBS 제작본부 TV프로덕션8담당
- 2018년 5월 KBS N 편성제작본부장
- 2021년 6월~2022년 6월 KBS 예능본부 뮤직뱅크 연출자
- 2023년 9월~2023년 11월 KBS 예능본부 열린음악회 연출자
- 2023년 11월~2024년 12월 KBS 예능본부 센터장(실국장급)
- 2024년 12월~ KBS 콘텐츠전략본부 예능센터장(본부장급)

## 연출한 프로그램
- 슈퍼TV 일요일은 즐거워 '박치기왕'
- 사랑의 리퀘스트 (연출)
- 좋은사람 소개시켜줘 (연출)
- 뮤직뱅크 (연출(1번째), 2003~2004)
- 로드쇼 퀴즈원정대 (연출, 2008~2009)
- 스타골든벨 (연출)
- 명 받았습니다 (연출, 2011)
- 뮤직뱅크 (CP(1번째), 2011~2013)
- 국악 한마당 (CP, 2015~2018)
- 뮤직뱅크 (CP(2번째), 2015~2018)
- 뮤직뱅크 (연출(2번째), 2021~2022)
- 열린음악회 (연출, 2023)